# They Got Me Covered
Pour plus de détails, voir Fiche technique et Distribution.
They Got Me Covered est un film américain réalisé par David Butler, sorti en 1943.

## Synopsis
En 1941, le journaliste Robert Kittredge se fait licencié par son rédacteur en chef pour incompétence. Lorsqu'il découvre par accident l'existence d'un réseau d'espionnage allemand opérant dans la capitale américaine, Kittredge y voit une opportunité de regagner son travail.

## Fiche technique
- Titre français : They Got Me Covered
- Réalisation : David Butler
- Scénario : Harry Kurnitz, Frank Fenton et Lynn Root
- Costumes : Adrian
- Photographie : Rudolph Maté
- Montage : Daniel Mandell
- Musique : Leigh Harline
- Pays d'origine : États-Unis
- Format : Noir et blanc - 1,37:1
- Genre : comédie
- Durée : 95 minutes
- Date de sortie : 1943

## Distribution
- Bob Hope : Robert Kittredge
- Dorothy Lamour : Christina Hill
- Lenore Aubert (en) : Mrs. Vanescu
- Otto Preminger : Fauscheim
- Eduardo Ciannelli : Baldanacco
- Marion Martin : Gloria
- Donald Meek : Little Old Man
- Phyllis Ruth : Sally
- Philip Ahn : Nichimuro
- Donald MacBride : Mason
- Mary Treen : Helen
- Bettye Avery : Mildred
- Margaret Hayes : Lucille
- Mary Byrne : Laura
- William Yetter Sr. : Holtz
- Henry Guttman : Faber
- Florence Bates : Gypsy Woman
- Walter Catlett : Hotel Manager
- John Abbott : Vanescu
- Frank Sully : Red